# Lydia Sherwood
Lydia Sherwood (Londres, Reino Unido, 5 de mayo de 1906 - Londres, 20 de abril de 1989) fue una actriz británica. Su debut en el teatro vino de la mano de Daisy Fisher, que había escrito la obra Lavender Ladies.
Estuvo casado con el poeta Lazarus Aaronson de 1924 a 1931.

## Trayectoria

### Filmografía
| Año  | Título                        | Papel               | Notas                      |
| ---- | ----------------------------- | ------------------- | -------------------------- |
| 1933 | Don Quijote                   | Duquesa de Fallanga | No aparece en los créditos |
| 1934 | El rey de París               | Juliette Till       |                            |
| 1934 | Little Friend                 | Helen Hughes        |                            |
| 1934 | Spring in the Air             | Vilma               |                            |
| 1936 | Midnight at Madame Tussaud's  | Brenda Frome        |                            |
| 1939 | The Four Just Men             | Myra Hastings       |                            |
| 1943 | When We Are Married           | Lottie Grady        |                            |
| 1943 | Theatre Royal                 | Claudia Brent       |                            |
| 1948 | The First Gentleman           | Princess Augusta    |                            |
| 1954 | Romeo y Juliet                | Lady Capulet        |                            |
| 1960 | Objetivo: Banco de Inglaterra | Hilda               |                            |
| 1965 | Darling                       | Lady Brentwood      | No aparece en los créditos |

### Obras de teatro
- Lavender Ladies (1925) - Comedy Theatre, Londres
- She Stoops to Conquer (1930) - Lyric Theatre, Londres
- Uncle Vanya (1937) - Westminister Theatre, Londres
- Hamlet (1951) - New Theatre, Londres